# Paul Gerber
Paul Gerber (1. ledna 1854 Berlín – 13. srpna 1909 Freiburg im Breisgau) byl německý fyzik. Je znám především jako autor konkurenční (vzhledem k Einsteinově teorii) teorie šíření gravitace a odvozením stáčení perihelia Merkuru. O prvenství odvození byl v roce 1917 veden krátký spor, v němž několik vědců poukázalo na nekonzistentnost Gerberovy teorie.

## Život
V letech 1872–1875 studoval v Berlíně fyziku. V roce 1877 nastoupil jako učitel na reálném gymnáziu v Stargardu v Pomořansku.

## Teorie gravitace

### Základní koncepce
V letech 1870–1900 se pokoušela řada vědců skloubit nové znalosti o konečné rychlosti šíření signálů s teorií gravitace a vysvětlit tak stáčení perihelia Merkura.
Jednou z mnoha teorií byla i teorie Gerberova. Rozpracoval a publikoval ji v letech 1898 a 1902.
Z předpokladu konečné rychlosti šíření gravitace odvodil následující vzorec pro gravitační potenciál:
{\displaystyle V={\frac {\mu }{r\left(1-{\frac {1}{c}}{\frac {dr}{dt}}\right)^{2}}}}
Zanedbáním vyšších členů rozvoje lze vzorec upravit na:
{\displaystyle V={\frac {\mu }{r}}\left[1+{\frac {2}{c}}{\frac {dr}{dt}}+{\frac {3}{c^{2}}}\left({\frac {dr}{dt}}\right)^{2}\right]}
Podle Gerbera je pak vztah mezi rychlostí šíření gravitace (c) a stáčením perihelia (Ψ) následující:
{\displaystyle c^{2}={\frac {6\pi \mu }{a(1-\epsilon ^{2})\Psi }}}
kde
{\displaystyle \mu ={\frac {4\pi ^{2}a^{3}}{\tau ^{2}}}}, ε=Excentricita, a=hlavní poloosa, τ=doba oběhu.
Ze skutečných hodnot Gerber odvodil rychlost šíření gravitace na 305 000 km/s, velmi blízkou rychlosti světla.

### Kontroverze
Gerberův vzorec pro stáčení perihelia vychází:
{\displaystyle \Psi =24\pi ^{3}{\frac {a^{2}}{\tau ^{2}c^{2}(1-\epsilon ^{2})}}}
To je, jak poznamenal v roce 1916 Ernst Gehrcke, který kritizoval Einsteina a teorii relativity, vzorec identický s Einsteinovým:
{\displaystyle \epsilon =24\pi ^{3}{\frac {a^{2}}{T^{2}c^{2}(1-e^{2})}}}, kde e=Excentricita, a=hlavní poloosa, T=doba oběhu.
Gehrcke se zasadil o přetištění Gerberova článku z roku 1902 v Annalen der Physik. Článek vyšel v roce 1917, Gerber zpochybnil Einsteinovo prvenství a obvinil jej z plagiátorství. Brzy poté ale Albrecht Fölsing a Roseveare  tato obvinění vyvrátili a ukázali, že Gerberova teorie je nekonzistentní. Hugo von Seeliger, a Max von Laue publikovali články, v nichž ukázali, že odvození výsledku vzniklo matematickou chybou. Také Roseveare dokázal nekonzistenci Gerberovy teorie, protože podle ní by vycházel ohyb světla v gravitačním poli Slunce o 3/2 větší, než je skutečná hodnota. Albert Einstein reagoval v roce 1920 na Gehrckeovu kritiku:
| „ | Pan Gehrcke se nás snažil přesvědčit, že stáčení perihelia Merkura může být vysvětleno bez použití teorie relativity. To připouští dvě možnosti: Buď vynaleznete speciální meziplanetární hmoty. [...] Nebo vyjdete z prací Paula Gerbera, který nalezl správný vzorec pro stáčení perihelia Merkura přede mnou. Experti na tuto problematiku se shodují nejen v tom, že je Gerberovo odvození skrz naskrz nesprávné, ale i v tom, že správný vzorec nelze žádným korektním způsobem z Gerberových předpokladů odvodit. Práce pana Gerbera je tak zcela nepoužitelná, neúspěšná a založená na chybných předpokladech. Tvrdím, že obecná teorie relativity je prvním skutečným vysvětlením stáčení perihelia Merkura. Gerberovu práci jsem doposud nezmiňoval, protože jsem o ní nevěděl, když jsem stáčení perihelia odvozoval. Ale i kdybych o ní věděl, neměl bych k tomu stejně důvod. | “ |